# Vagnslider

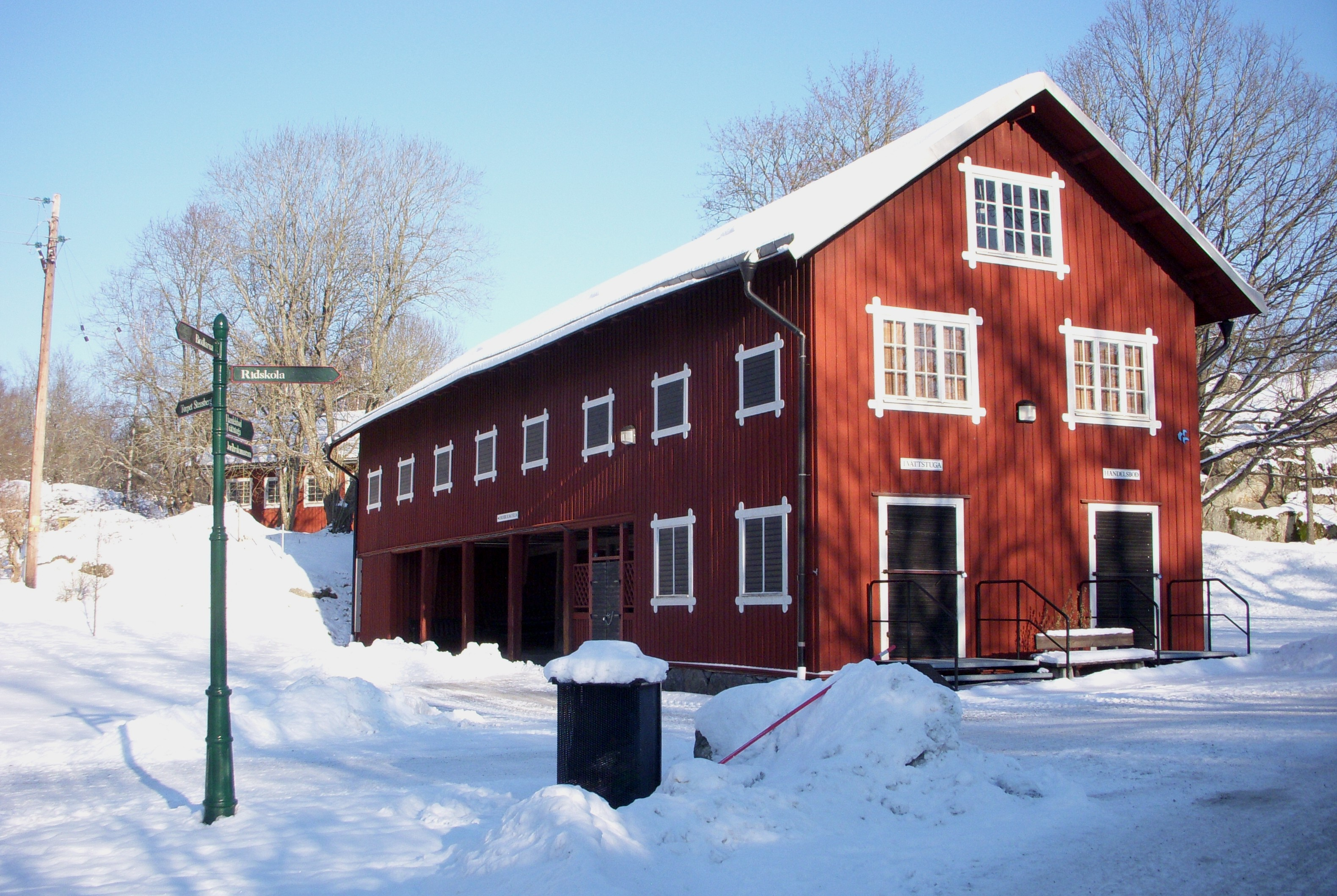
Vagnslider på Sundby gård i Huddinge kommun

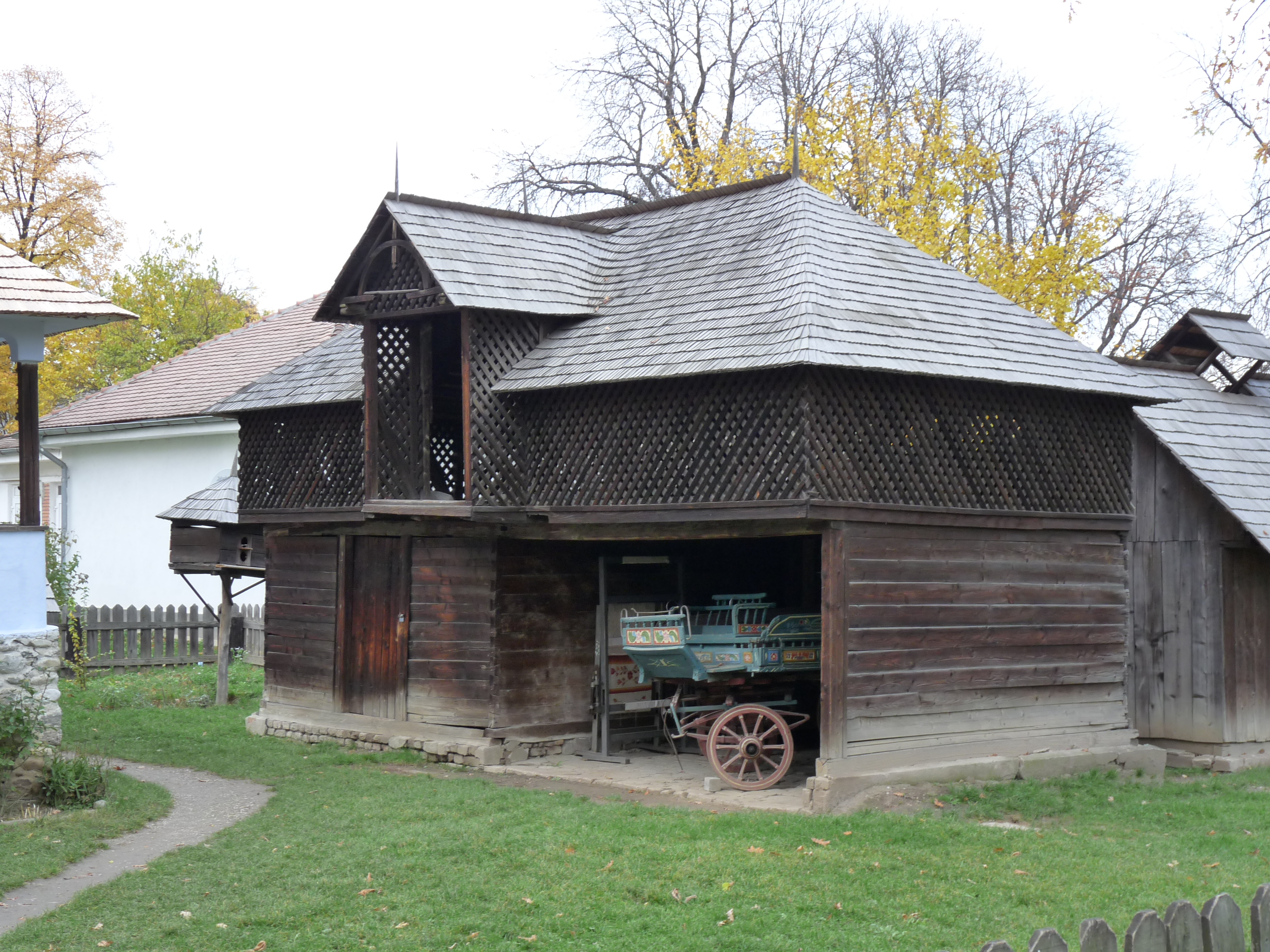
Öppet vagnslider på en mindre gård nära Bukarest i Rumänien, med höloft och inlastningsöppning i ovanvåningen

Ett vagnslider är en ekonomibyggnad, ofta av enklare typ, för förvaring av jordbruksredskap och vagnar.
När bilarna kom att ersatta hästdragna vagnar blev vagnsliderna till garage och carports, vilka fyller samma funktion och i början hade samma utseende.